# Athyrium delavayi
Athyrium delavayi är en majbräkenväxtart som beskrevs av Christ. Athyrium delavayi ingår i släktet Athyrium och familjen Athyriaceae. Utöver nominatformen finns också underarten A. d. subrigescens.